# John Popham (giurista)
Sir John Popham (Huntworth, 1531 – Wellington, 10 giugno 1607) è stato un giurista inglese.
Speaker alla camera dei Comuni e Lord Chief Justice nel 1592, processò Walter Raleigh e Guy Fawkes.
Fondatore della città di Popham, promulgò leggi per eliminare la piaga del vagabondaggio.